# Bułgaryzacja
Bułgaryzacja (bułgarski: побългаряване) – termin oznaczający proces przyswajania języka bułgarskiego oraz kultury bułgarskiej przez jednostki lub grupy społeczne funkcjonujące wcześniej w ramach innych kultur. Bułgaryzacja może odbywać się zarówno dobrowolnie jak i pod przymusem. 
W czasach współczesnych mianem tym określano próby asymilacji Turków zamieszkujących Bułgarię, podejmowane przez tamtejszy reżim komunistyczny.

## Turcy
W latach 80. XX wieku, kiedy to Bułgaria rządzona była przez komunistów, podejmowano próby przymusowej bułgaryzacji miejscowych Turków (głównie w południowo i północno-wschodniej części kraju), których społeczność liczyła około 1 200 000 członków. Działania władz przejawiały się na przykład w przymusowym zmienianiu imion i nazwisk na bułgarskie. Nasilenie się polityki antytureckiej miało miejsce za rządów Todora Żiwkowa. Argumentem zwolenników przymusowej asymilacji był pogląd, iż zamieszkujący Bułgarię Turcy są naprawdę Bułgarami, którzy w czasie istnienia Imperium osmańskiego przyjęli islam. 
Takie postępowanie władz komunistycznych spotkało się z masowymi protestami Turków, domagających się prawa do zachowywania swoich zwyczajów i religii. Wielu wobec represji decydowało się na opuszczenie Bułgarii (wyjechało około 300 000 osób). Również organizacje międzynarodowe potępiły przymusową asymilację. Po odsunięciu Żiwkowa od władzy Turkom zezwolono na powrót do dawnych imion i nazwisk. 
W 2003 Islamic Human Rights Comission, organizacja broniąca praw muzułmanów, ogłosiła, iż dyskryminacja (głównie na tle religijnym) Turków w Bułgarii jest wciąż znaczącym problemem. Jednak inne organizacje broniące praw człowieka nie potwierdzają tych doniesień.

## Pomacy
Pomacy to grupa religijna zamieszkująca Bułgarię. Większość badaczy uważa ich za Bułgarów którzy w czasie rządów Osmanów przyjęli islam, zachowując jednak część zwyczajów bułgarskich i język słowiański. Podobnie jak Turcy, byli oni w XX wieku poddawani przymusowej asymilacji przez władze bułgarskie. Wiązały się one między innymi z przymusowym zamienianiem nazwisk. Pierwsze próby miały miejsce na początku XX wieku, kiedy to w wyniku wojen bałkańskich Bułgaria opanowała tereny zamieszkane przez duże społeczności Pomaków. W przeciwieństwie do późniejszych prób podejmowanych przez komunistów, pierwsza kampania asymilacyjna zakładała także przymusowe przyjmowanie chrześcijaństwa. Następne kampanie miały miejsce w latach 30. i 40. XX wieku. Miały one zazwyczaj pokojowy przebieg, choć czasem dochodziło do aktów przemocy. Po upadku komunizmu Pomakom pozwolono powrócić do tradycyjnych nazwisk i kultywować swoje zwyczaje.

## Grecy
Doskonaląc pobór podatków, w miejscowościach Macedonii, w II połowie XIX wieku, tureckie władze praktykowały przymusowe przypisywanie wszystkich chrześcijan prawosławnych do jednej, wspólnej parafii, dominującego w danej miejscowości obrządku, bułgarskiego lub greckiego. Ówcześnie często posłużyło to także do przymusowej bułgaryzacji nazwisk miejscowych rodzin Greków i Arumunów, w prowadzonych przez bułgarskie kościoły aktach stanu cywilnego. Do pogłębienia tak wywołanego konfliktu między grupami etnicznymi następnie walnie przyczynili się także sterowani z Bułgarii Komitadżi.  
Z kolei od 1928 r. w greckiej części Macedonii, przeprowadzano obligatoryjną "rehellenizację" nazwisk, zmieniając je na greckie i grecko-arumuńskie, także wobec rodzin słowiańskich.
W czasie II wojny światowej, Bułgaria wraz ze swoimi sojusznikami, Niemcami i Włochami, brała udział w okupacji terytorium Grecji. Armia bułgarska wkroczyła do tego kraju 20 kwietnia 1941 zajmując prawie całą północną część kraju na wschód od rzeki Struma, poza prefekturą Ewros graniczącą z Turcją, która znajdowała się pod administracją niemiecką. Część zajętych przez Bułgarów terenów: Zachodnia Tracja – była częścią Bułgarii między 1913 a 1919 rokiem i w 1941 została ponownie włączona do tego kraju. 
W czasie okupacji dążono do bułgaryzacji tych terenów. Greków wypędzano (około 100 000), osiedlając na ich miejsce Bułgarów. Greckich urzędników zastąpiono bułgarskimi, deportowano miejscowe elity, zamykano greckie szkoły, usuwano greckich duchownych i wszelkie ślady języka greckiego (m.in zmieniano nazwy miast, ale też zacierano napisy wykonane po grecku na pomnikach). Istniał specjalny system zapomóg dla osadników bułgarskich mający zachęcać ich do osiadania w Zachodniej Tracji. Oferowano kredyty, ziemię i uprzywilejowanie prawne względem ludności greckiej, którą poprzez system licencji pozbawiono praw do wykonywania wielu zawodów.

## Gagauzi
Według francuskiego Centre national de la recherche scientifique Gagauzi zamieszkujący Bułgarię byli poddawani przymusowej asymilacji w końcówce XIX wieku.